# Tongyi
Tongyi (kinesiska: 同义, 同义镇) är en köping i Kina. Den ligger i provinsen Heilongjiang, i den nordöstra delen av landet, omkring 300 kilometer nordväst om provinshuvudstaden Harbin. Antalet invånare är 27 874. Befolkningen består av 14 070 kvinnor och 13 804 män. Barn under 15 år utgör 15,0 %, vuxna 15-64 år 76 %, och äldre över 65 år 7,0 %.
Genomsnittlig årsnederbörd är 763 millimeter. Den regnigaste månaden är juli, med i genomsnitt 247 mm nederbörd, och den torraste är januari, med 8 mm nederbörd.